# Beg tse
Beg è un genere di dinosauro ornitischio vissuto tra il Cretaceo inferiore e il Cretaceo superiore nell'odierna Mongolia. Il genere contiene una singola specie, Beg tse, nota per un cranio parziale e uno scheletro postcranico molto frammentario.

## Storia della scoperta
L'olotipo, IGM 100/3652, è stato scoperto nel 2015 vicino alla città di Tsogt-Ovoo nella provincia dell'Ômnôgov' in Mongolia. Rinvenuto nella formazione Ulaanoosh, l'esemplare è vissuto tra 113 e 94 milioni di anni fa, al confine tra il Cretacico inferiore e il Cretacico superiore.
Il nome scientifico deriva da Beg-tse, una divinità himalayana che riveste il ruolo di dio della guerra nella cultura mongola. Questa divinità è spesso raffigurata con una faccia e/o un corpo rugoso, simile all'aspetto del teschio conservato del dinosauro.

## Descrizione

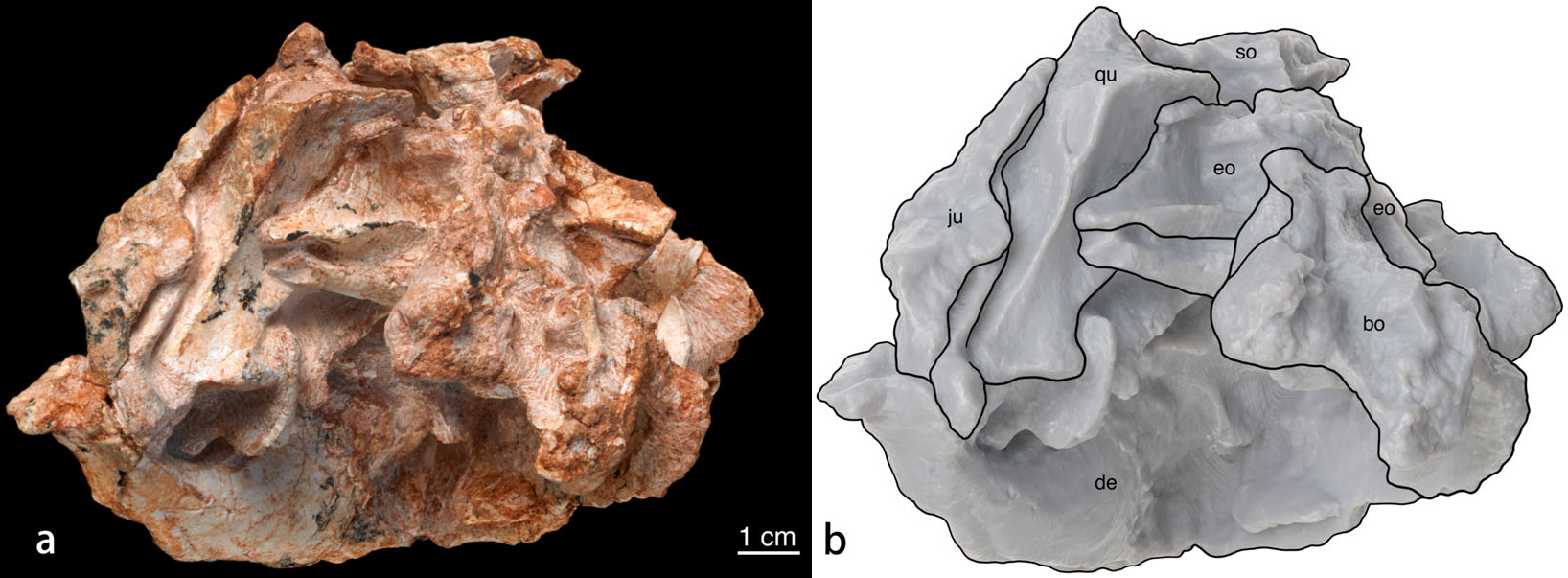
Cranio in vista posteriore

L'esemplare olotipo consiste di un cranio parziale articolato (lungo 14 cm) e materiale postcranico frammentario, che include una costola, una scapola sinistra parziale, un ischio destro parziale e diversi frammenti ossei che non possono essere identificati. Doveva avere dimensioni simili a Yilnong e Liaoceratops.

## Classificazione
Le analisi filogenetiche hanno stabilito che Beg tse è il neoceratopsiano più basale attualmente conosciuto, ed è più derivato di Psittacosauridae e Chaoyangsauridae.

## Paleoecologia
Beg è stato rinvenuto nella Formazione Ulaanoosh della Mongolia meridionale, nella quale sono stati scoperti resti di alcuni sauropodi, tartarughe e uova di dinosauro (Faveoloolithus sp.).